# Räddningsstation Fårösund
Räddningsstation Fårösund är en av Sjöräddningssällskapets räddningsstationer. 
Räddningsstation Fårösund ligger vid färjeläget i Fårösund. Den inrättades 2010 och har åtta frivilliga.

## Räddningsfarkoster
- Rescue Stenhammar av Rausingklass, byggd 2002, från 2021 i Fårösund
- Rescue N A Månson av Gunnel Larssonklass, byggd 2015
- Rescuerunner Hanna, byggd 2007

## Tidigare räddningsfarkoster
- 12-06 Rescue 12-06 Fårösund, ett 11,8 meter långt täckt räddningsfartyg av Victoriaklass, byggd 1999, ersatt i december 2021 av Rescue Olof Stenhammar